# Alphamenes incertus
Alphamenes incertus är en stekelart som först beskrevs av Henri Saussure 1875.  Alphamenes incertus ingår i släktet Alphamenes och familjen Eumenidae. Inga underarter finns listade i Catalogue of Life.